# Guardia palatina (Impero bizantino)
La Guardia palatina o imperiale era la guardia posta a difesa del palazzo imperiale. Era composta da due unità di Protectores (Protectores e Protectores Domestici) composti ognuno da 500 uomini e da 7 squadre di Scholae (portate a 11 da Giustino I e poi riportate a 7 da Giustiniano I) con 500 uomini ciascuna e da un'unità di Excubitones da 300 unità.
Secondo Giovanni Lido la cifra complessiva era di 10000 uomini.
Parteciparono alla difesa di Costantinopoli dagli Unni nel 559 d.C. e vi si trova una squadra di Schola in Italia nel VII secolo.
Inoltre esisteva una squadra di Bucellarii (dal bucellatum, una paga dei soldati) al soldo di funzionari e generali della guardia palatina.